# Crpna stanica
Crpna stanica je postrojenje za podizanje tekućina s niže razine na višu. U vodoopskrbnom sustavu crpna stanica služi za crpenje vode iz bunarâ, rijeka, nisko položena izvora, te za potiskivanje u vodospremnik. Kod kanalizacijskog sustava služi za podizanje otpadnih voda iz dubljega kolektora i za potiskivanje na višu razinu odvodne kanalizacije. U industriji služi za podizanje i tlačenje različitih vrsta tekućina (ulje, mazut, benzin, kemikalije). Građevina u kojoj je smještena crpna stanica ima, ovisno o učinu (kapacitetu), prostore za smještaj strojeva (crpke, pogonski strojevi – elektromotori ili motori s unutrašnjim izgaranjem, dizelski agregati, kompresori, kranovi), te pomoćne prostore (radionice, kotlovnice, ventilacijske komore, prostori za transformatore, sanitarije, smještaj osoblja). Na crpnu stanicu spojen je s jedne strane usisni cjevovod, a s druge strane tlačni cjevovod. U zatvaračnicu (zasunsku komoru) smješteni su zatvarači na cjevovodima. Za crpenje tekućina najviše se koriste centrifugalne crpke, a za crpenje iz većih dubina vertikalne višestupanjske crpke.